# Kinh tế Eswatini
Nền kinh tế Eswatini khá đa dạng, với nông nghiệp, lâm nghiệp và khai thác mỏ chiếm khoảng 13% GDP, sản xuất (dệt và chế biến đường) chiếm 37% GDP và dịch vụ - với các dịch vụ của chính phủ dẫn đầu - chiếm 50% GDP.

## Nông nghiệp
Đất tiêu đề chứng thư (TDL), nơi có số lượng lớn cây trồng có giá trị cao được trồng (mía đường, lâm nghiệp và cam quýt) được đặc trưng bởi mức đầu tư, tưới tiêu cao và năng suất cao. Tuy nhiên, phần lớn dân số - khoảng 75% - được sử dụng trong nông nghiệp tự cung tự cấp trên Swazi Nation Land (SNL), ngược lại, lại có năng suất và đầu tư thấp. Bản chất kép của nền kinh tế Swazi, với năng suất cao trong sản xuất dệt may và trong các ngành nông nghiệp công nghiệp hóa TDL, và giảm năng suất sinh kế (SNL) về mặt năng suất, có thể giải thích rõ sự tăng trưởng thấp, bất bình đẳng cao và thất nghiệp.

## Tăng trưởng kinh tế
Tăng trưởng kinh tế ở Eswatini đã tụt hậu so với các nước láng giềng. Tăng trưởng GDP thực tế từ năm 2001 đã đạt trung bình 2,8%, thấp hơn gần 2 điểm phần trăm so với các nước thành viên Liên minh Hải quan Nam Phi (SACU) khác. Năng suất nông nghiệp thấp trong các SNL, hạn hán lặp đi lặp lại, ảnh hưởng của HIV/AIDS, và một khu vực chính phủ quá lớn và không hiệu quả có thể đóng góp các yếu tố. Tài chính công của Eswatini bị suy giảm vào cuối những năm 1990 sau thặng dư đáng kể một thập kỷ trước đó. Một sự kết hợp của doanh thu giảm và chi tiêu gia tăng dẫn đến kích cầu thâm hụt ngân sách đáng kể. Chi tiêu đáng kể đã không dẫn đến tăng trưởng kinh tế và không mang lại lợi ích cho người nghèo đến mức tương tự như các nước trong khu vực, mặc dù số người nghèo đã chuyển dịch nhẹ trong thập kỷ đầu tiên của thập niên 2000 (SHIES 2010). Phần lớn chi tiêu gia tăng đã đi đến chi tiêu hiện tại liên quan đến tiền lương, chuyển khoản và trợ cấp. Các hóa đơn tiền lương ngày nay chiếm hơn 15% GDP và 55% của tổng chi tiêu công; đây là một số cấp độ cao nhất trên lục địa châu Phi. Tuy nhiên, sự tăng trưởng nhanh chóng trong doanh thu của SACU đã đảo ngược tình hình tài chính, và thặng dư đáng kể được ghi nhận trong năm 2006/07 và 2012/13. Doanh thu của SACU hiện chiếm hơn 50% tổng doanh thu của chính phủ. Về mặt tích cực, gánh nặng nợ nước ngoài đã giảm đáng kể trong 20 năm qua, và nợ trong nước gần như không đáng kể; nợ nước ngoài chiếm tỉ lệ trong GDP thấp hơn 20% trong năm 2006.

## Đối tác thương mại
Nền kinh tế Swazi có mối quan hệ rất chặt chẽ với nền kinh tế Nam Phi, từ đó nước này nhận được hơn 90% hàng nhập khẩu từ Nam Phi và xuất khoảng 70% xuất khẩu từ Nam Phi. Các đối tác thương mại quan trọng khác của Eswatini là Hoa Kỳ và EU, từ đó nước này đã nhận được ưu đãi thương mại cho xuất khẩu hàng may mặc (theo Đạo luật Cơ hội và Tăng trưởng Châu Phi - AGOA - với Hoa Kỳ) và với đường (với EU). Theo các thỏa thuận này, cả việc xuất khẩu hàng may mặc và đường đều hoạt động tốt, với sự tăng trưởng nhanh và dòng đầu tư trực tiếp nước ngoài mạnh. Xuất khẩu dệt may tăng hơn 200% trong giai đoạn 2000-2005 và xuất khẩu đường tăng hơn 50% so với cùng kỳ. Sự gia tăng liên tục của ngành xuất khẩu đang bị đe dọa bởi việc loại bỏ các ưu đãi thương mại đối với hàng dệt may, việc gia nhập các ưu đãi tương tự của các nước Đông Á, và loại bỏ giá ưu đãi đối với đường sang thị trường EU. Eswatini do đó sẽ phải đối mặt với thách thức của sự cạnh tranh còn lại trong một môi trường toàn cầu đang thay đổi. Một yếu tố quan trọng trong việc giải quyết thách thức này là môi trường đầu tư. Đánh giá môi trường đầu tư mới đây đã đưa ra một số phát hiện tích cực về vấn đề này, đó là Eswatini là một trong những nước có nền sản xuất hiệu quả nhất ở châu Phi cận Sahara, mặc dù họ kém hiệu quả hơn các công ty ở các nước có thu nhập trung bình cao nhất ở các khu vực khác. Họ đối chiếu thuận lợi hơn với các công ty từ các nước thu nhập trung bình thấp hơn, nhưng bị cản trở bởi sự sắp xếp và cơ sở hạ tầng quản lý không đầy đủ.
Eswatini, Lesotho, Botswana, Namibia và Cộng hòa Nam Phi thành lập Liên minh thuế quan Nam Phi (SACU), nơi thuế nhập khẩu áp dụng thống nhất cho các nước thành viên. Eswatini, Lesotho, Namibia và Nam Phi cũng là thành viên của Khu vực tiền tệ chung (CMA), trong đó các quỹ hồi hương và không hạn chế được cho phép. Eswatini phát hành tiền tệ riêng của mình, lilangeni, ngang bằng với rand Nam Phi.

## Cơ sở hạ tầng
Eswatini nối thông với các con đường liên kết phát triển với Nam Phi. Swazi Rail vận hành các tuyến đường sắt chạy theo hướng đông sang tây và bắc tới nam. Liên kết đông-tây cũ hơn, được gọi là tuyến Goba, có thể xuất khẩu hàng rời từ Eswatini qua cảng Maputo ở Mozambique. Cho đến gần đây, hầu hết hàng nhập khẩu của Eswatini được vận chuyển qua cảng này. Xung đột ở Mozambique vào những năm 1980 đã chuyển hướng nhiều hàng xuất khẩu của Swazi sang các cảng ở Nam Phi. Một tuyến đường sắt bắc-nam, hoàn thành vào năm 1986, cung cấp một đường kết nối giữa mạng lưới đường sắt Đông Transvaal (nay là Mpumalanga) và các cảng Nam Phi ở Richards Bay và Durban. Từ giữa những năm 1980 đầu tư nước ngoài trong lĩnh vực sản xuất đã thúc đẩy tăng trưởng kinh tế đáng kể. Từ giữa năm 1985, giá trị khấu hao của đồng tiền đã làm tăng khả năng cạnh tranh của nền xuất khẩu Eswatini và kiểm soát sự tăng trưởng của hàng nhập khẩu, tạo ra thặng dư thương mại. Trong những năm 1990, đất nước thường xuyên thâm hụt thương mại nhỏ.

## Ngành công nghiệp đường
Eswatini là nước sản xuất đường lớn thứ tư ở châu Phi và đứng thứ 25 về sản lượng trên thế giới. Điều này thể hiện sự tập trung lớn của ngành công nghiệp này để tiếp tục phát triển nền kinh tế của nước này. GDP của Eswatini là 8,621 tỷ đô (USD) trong năm 2014 dựa trên sức mua tương đương và 7,2% trong số đó là từ ngành nông nghiệp và trong ngành đó, sản phẩm mía đường và đường có tác động lớn nhất đến GDP. Theo World CIA Factbook, bột gỗ giấy và mía là mặt hàng xuất khẩu lớn nhất của Eswatini cho đến khi nhà sản xuất bột giấy đóng cửa vào tháng 1/2010. Điều này khiến ngành mía đường trở thành mặt hàng xuất khẩu chính duy nhất. Công ty sản xuất đường lớn nhất ở Eswatini là Royal Eswatini Sugar Corporation (RESC) và sản xuất ít hơn 2/3 tổng lượng đường trong cả nước và tạo ra hơn 3.000 việc làm cho người dân Eswatini.  RSSC bao gồm hai nhà sản xuất máy nghiền đường chính, Mhlume và Simunye, sản xuất 430.000 tấn mía mỗi mùa. Công ty mía đường lớn thứ hai là Ubombo Sugar Limited đã tăng từ 5.600 tấn năm 1958 lên khoảng 230.000 tấn đường mỗi năm. Nhà sản xuất mía lớn thứ ba là Tambankulu Estate (bất động sản đường độc lập lớn nhất) và sản xuất 62.000 tấn đường mỗi năm trên diện tích đất 3.816 ha.
Các đối tác xuất khẩu lớn nhất của Eswatini và Cộng đồng Phát triển Nam Phi (SADC) mở rộng là Liên minh châu Âu. SADC là một nhóm nhiều quốc gia Nam Phi đã liên kết chặt cùng nhau để cố gắng cải thiện tình trạng kinh tế xã hội của họ. Trong năm 2014-2015 sản lượng đường của Eswatini là 680.881 tấn và trong số này khoảng 355.000 tấn đường đã được xuất sang Liên minh châu Âu, lớn hơn bất kỳ đối tác xuất khẩu nào khác. Một đối tác thương mại khác của Eswatini là Hoa Kỳ, nơi nước này chuyển giao 34.000 tấn đường trong niên vụ 2014-2015 theo Hạn ngạch thuế quan. Những con số này tăng lên so với những năm trước và tiếp tục tăng. Sản lượng dự kiến dựa trên các dự báo sau dự báo năm 2015-2016 là Eswatini sẽ sản xuất 705.000 tấn, một kỷ lục mới cho đất nước có thể là do sự gia tăng diện tích đất có sẵn để trồng mía đường. Trong số này dự đoán khoảng 390.000 tấn sẽ đến Liên minh châu Âu như một phần của Hiệp định Đối tác Kinh tế mới (EPA). Thỏa thuận mới giữa EU và SADC có nghĩa là các thành viên như Eswatini có thể bán đường trên cơ sở miễn thuế và không hạn ngạch.
Hạn ngạch mà EU và Hoa Kỳ làm là tương tự như Nghị định thư Sugar bắt đầu vào năm 1975. Mục tiêu của Nghị định thư Sugar là dành cho EU để mua và nhập số lượng cụ thể từ các quốc gia ở châu Phi, vùng Caribe và Thái Bình Dương. Những giá cả và số lượng được đảm bảo sản xuất và cũng cao hơn giá thế giới, được chuyển thành lợi nhuận đáng kể cho các nước chủ yếu là nghèo khó. Thỏa thuận này đã chấm dứt vào năm 2009 bởi vì EU không còn có thể hỗ trợ các nhu cầu được xác định trước. Giao thức đường đã kết thúc ngay lập tức và được thay thế bằng các quan hệ đối tác kinh tế riêng biệt với các quốc gia và khu vực khác nhau. Mặc dù nhu cầu sẽ chỉ cao như theo Nghị định thư Sugar, giá sẽ giảm đáng kể. Trong trường hợp của Eswatini, họ đã nhận được sự bảo đảm tốt rằng sản phẩm của họ vẫn sẽ được mua bởi EU.

## Khai thác mỏ
Hiện nay, lĩnh vực khoáng sản của Éwatini được quản lý theo một chính sách được soạn thảo trước khi Eswatini độc lập. Để đáp ứng với sự suy giảm gần đây của ngành, một chính sách khai thác mới đang được các nhà tư vấn soạn thảo, được tài trợ bởi một khoản trợ cấp từ Trung Quốc và pháp luật để tạo điều kiện khai thác quy mô nhỏ cũng đã được đề xuất.
Nguồn ngoại hối chính của đất nước là mỏ amiăng Bulembu, tuy nhiên sản lượng đã giảm mạnh. Kim cương, quặng sắt và vàng cũng đã được tìm thấy trong quá khứ, tuy nhiên thiếu chính sách đầu tư và phát triển đã thấy tiềm năng của khu vực.
Mặc dù ít hơn 1.000 người Swazis trực tiếp làm việc trong lĩnh vực khai thác mỏ, nhiều công nhân từ Eswatini đã chế biến gỗ từ các quần thể thông rộng cho các mỏ ở Nam Phi, và khoảng 10.000-15.000 người Swazis được sử dụng trong các mỏ ở Nam Phi. Những đóng góp của họ đối với nền kinh tế của Eswatini thông qua việc hồi hương tiền lương đã bị giảm bớt, bởi sự sụp đổ của thị trường vàng quốc tế và sa thải ở Nam Phi.

## Thống kê kinh tế khác
- Thu nhập hoặc tiêu thụ hộ gia đình theo tỷ lệ phần trăm: thấp nhất 10%: 1,6% cao nhất 10%: 40,7% (2001)

- Tốc độ tăng trưởng sản xuất công nghiệp: 1% (ước tính năm 2001)
- Điện - sản xuất: 470 GWh (2008), 420 GWh (1998)
- Điện – tiêu thụ: 1.207 GWh (năm 2008), 962,9 GWh (năm 2001), 1,078 GWh (năm 1998)
- Điện – xuất khẩu: 0 kWh (năm 2009, 2001, 1998)
- Điện – nhập khẩu: 768 GWh (năm 2009), 639 GWh (năm 2001), 687 GWh (năm 1998) chú ý: nhập khẩu khoảng 60% lượng điện từ Nam Phi (năm 2009)
- Tiền tệ: 1 lilangeni (E) = 100 xu

## Bên ngoài đường dẫn
- web.worldbank.org
- Kinh tế Eswatini trên DMOZ
- Swaziland latest trade data on ITC Trade Map
- CIA World Factbook: Swaziland Lưu trữ ngày 24 tháng 12 năm 2018 tại Wayback Machine
- MBendi Swaziland overview
- Swazibusiness.com